# Rudolf Heinrich Steiger
Rudolf Heinrich Steiger (* 5. April 1932 in Zürich; heimatberechtigt ebenda und in Uetikon am See; † 20. Juli 2004 in Javea, Spanien) war ein Schweizer Petrograph und Hochschullehrer der ETH Zürich (ETHZ).

## Leben und Wirken
Steiger wurde 1962 bei Conrad Burri promoviert. Mit Marc Grünenfelder und dem Experimentalphysiker Peter Signer baute er 1964 das Laboratorium für Isotopengeochemie und Massenspektrometrie an der ETH Zürich auf. Drei Jahre später wurde er zum Assistenzprofessor für Petrographie der ETHZ berufen. Seine Ernennung zum ausserordentlichen Professor für Isotopengeologie erfolgte 1973. Vier Jahre später wurde er ordentlicher Professor. Seine Professur wurde 1979 in Petrographie umbenannt. Von 1979 bis 1982 war Steiger Vorsteher des Departements Erdwissenschaften, und von 1990 bis 1992 stand er der gleichnamigen Abteilung vor. In den Jahren ab 1979 war er mehrere Jahre Vorsteher des Instituts für Isotopengeologie und Mineralische Rohstoffe.
Steiger gilt als Pionier auf verschiedenen Gebieten der Isotopengeologie und gehörte zu den Begründern moderner Datierungstechniken. Zu den Standardwerken der Geochronologie gehören seine Veröffentlichungen im Bereich der Zirkondatierung. Intensive Ausbildung Studierender und Förderung des wissenschaftlichen Nachwuchses begleiteten seine Forschungstätigkeiten.
Steiger starb im 73. Lebensjahr. Er war mit Anna Lisa Steiger verheiratet und hinterliess zwei Töchter und einen Sohn sowie vier Enkelkinder.

## Schriften (Auswahl)
- Petrographie und Geologie des südlichen Gotthardmassivs zwischen St. Gotthard- und Lukmanierpass (Dissertation). Leemann, Zürich 1962.